# Alexander Wilhelm Gottschalg

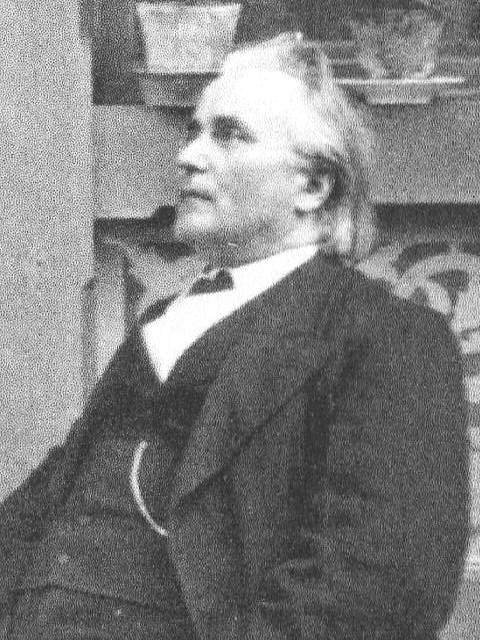
Alexander Wilhelm Gottschalg, 22. Oktober 1884

Alexander Wilhelm Gottschalg (* 12. Februar 1827 in Mechelroda; † 29. Mai 1908 in Weimar) war ein thüringischer Kantor, Organist, Komponist und ab 1865 Herausgeber der Musik-Zeitschrift Urania. Er wurde von dem Komponisten Franz Liszt besonders geschätzt.

## Leben

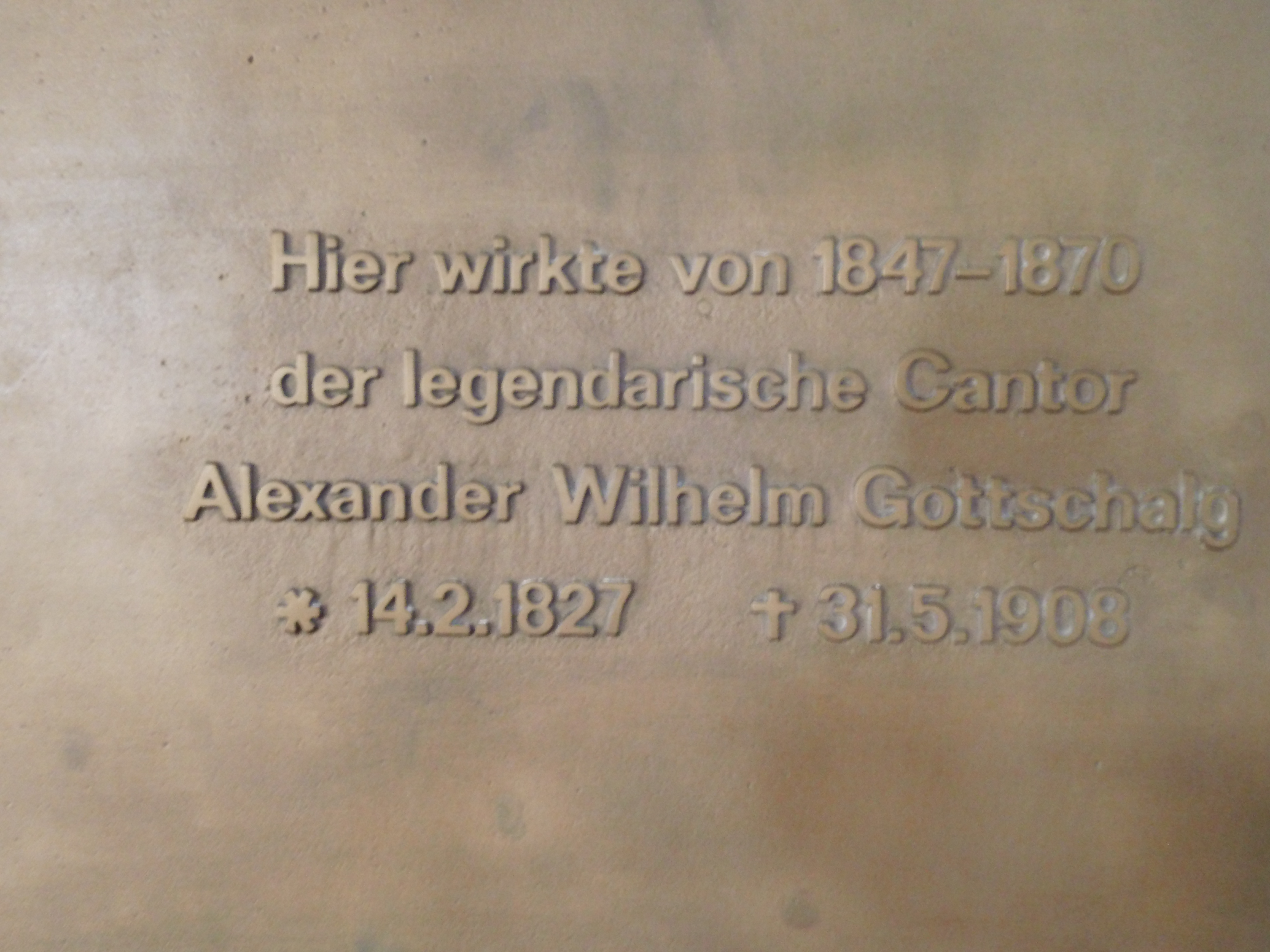
Gedenktafel für Kantor Gottschalg in der Kirche Tiefurt

Gottschalg studierte am Lehrerseminar in Weimar bei Johann Gottlob Töpfer, später erhielt er Unterricht von dem Weimarer Hofkapellmeister André Hippolyte Chelard und schließlich von Franz Liszt. Von 1847 bis 1870 war er Kantor an der Kirche in Tiefurt, anschließend Hoforganist in Weimar, dort seinerseits Seminarlehrer und Großherzoglicher Orgelrevisor. Außerdem unterrichtete er von 1874 bis 1903 an der späteren Hochschule für Musik Franz Liszt. Seine und Liszts Hoffnung, er werde Töpfers Nachfolger als Organist an der Weimarer Stadtkirche, erfüllte sich nicht.

## Verbindung zu Franz Liszt

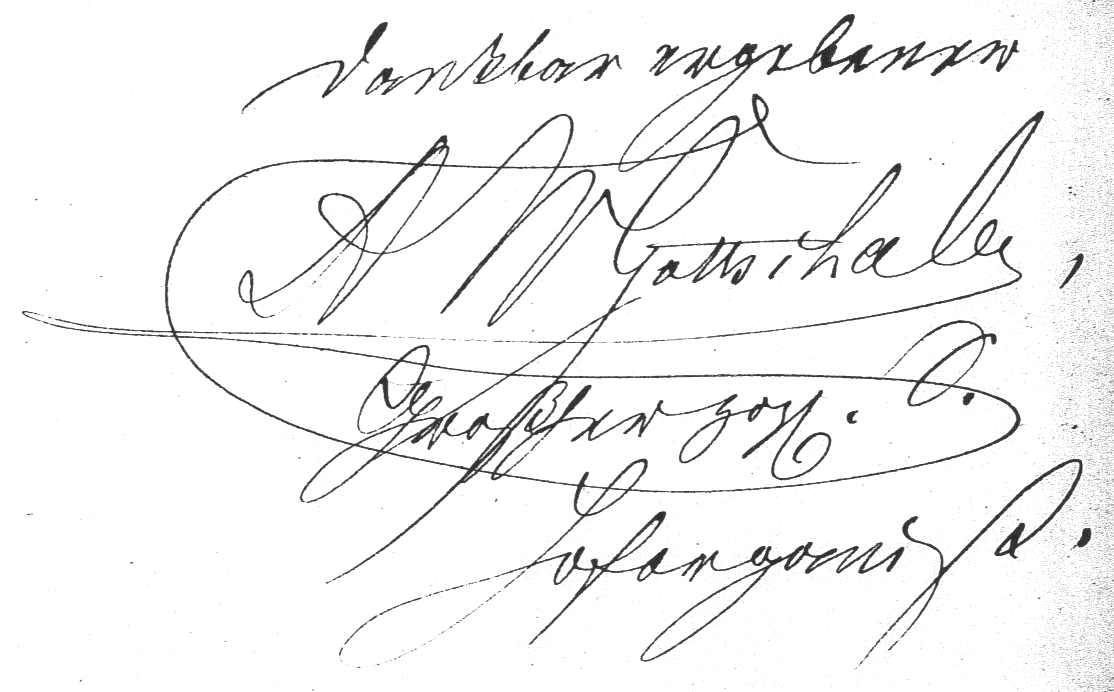
Unterschrift Gottschalgs

Franz Liszt hörte ihn zum ersten Mal, als er bei einem Spaziergang an der Tiefurter Kirche vorbeikam, in der Gottschalg gerade Orgel übte. Aus dieser zufälligen Begegnung erwuchs eine freundschaftliche Zusammenarbeit, die in Liszts Aussage gipfelte:
„Wenn ich einmal selbst zur Legende geworden bin, wird Gottschalg mit mir fortleben.“
Diese Bemerkung trug Gottschalg den scherzhaft-bewundernden Titel „legendarischer Kantor“ ein. Liszt zog ihn bei seinen Orgelkompositionen stets zu Rate. Auch die sogenannten „Orgelconferenzen“, die an der Orgel in Denstedt stattfanden, gehen auf die gemeinsame Initiative von Gottschalg und Liszt zurück. Da er Liszt auch bei der Herausgabe von Kompositionen half, nannte dieser Gottschalg einmal seinen „Fahnen- und Fackelträger“. Drei Werke Franz Liszts sind ihm gewidmet, aber auch die Komponisten Gustav Flügel, Joseph Gabriel Rheinberger und Max Reger überschrieben ihm Werke.

## Ausstellung
2008 kuratierte Michael von Hintzenstern im Stadtmuseum Weimar die Ausstellung zum 100. Todestag von Alexander Wilhelm Gottschalg. Die Ausstellung war auch in Tiefurt (Juli–August 2010), im Lutherhaus Eisenach, in Erfurts Michaeliskirche und  Apoldas Lutherkirche zu sehen.

## Schriften
- Johann Gottlob Töpfer. Eine biographische Skizze, in: Euterpe, Jg. 16 (1857), S. 97–100 (Digitalisat) – Separat, in erweiterter Form, Weimar: Kühn 1860 – auch im Anhang zu Töpfers Choralstudien, Leipzig 1871
- Ungedruckte Briefe von Rob. Schumann, in: Neue Zeitschrift für Musik, Band 87, Nr. 12 vom 25. März 1891, S. 133f. (Digitalisat) und ebd., Nr. 13 vom 1. April 1891, S. 145f. (Digitalisat)
- Franz Liszt in Weimar und seine letzten Lebensjahre. Erinnerungen und Tagebuchnotizen von A. W. Gottschalg, nebst Briefen des Meisters, hrsg. von Carl Alfred René, Berlin: Glaue 1910 (Digitalisat)
- Thomas Schipperges: Lisztschüler. Zur Regeneration einer Erinnerungsfigur, in: Musik im Spannungsfeld zwischen nationalem Denken und Weltbürgertum. Franz Liszt zum 200. Geburtstag. Internationale Tagung im Wissenschaftsforum Heidelberg, 3. bis 5. Juni 2011, hrsg. von Dorothea Redepenning, Heidelberg 2015, S. 259–288.